# Cantón de Venaco
El cantón de Venaco era una división administrativa francesa que estaba situada en el departamento de Alta Córcega y la región de Córcega.

## Composición
El cantón estaba formado por siete comunas:
- Casanova
- Muracciole
- Poggio-di-Venaco
- Riventosa
- Santo-Pietro-di-Venaco
- Venaco
- Vivario

## Supresión del cantón de Venaco
En aplicación del Decreto n.º 2014-255 de 26 de febrero de 2014, el cantón de Venaco fue suprimido el 22 de marzo de 2015 y sus 7 comunas pasaron a formar parte del nuevo cantón de Corte.